# Пумпокольский язык
Пумпокольский язык — мёртвый язык енисейской семьи. Вышел из употребления во второй половине XVIII в. Был распространён в верховье р. Кеть. Пумпокольские гидронимы на -tet (*tet — река) занимают значительную территорию: верховье Кети, бассейн Чулыма выше города Асино, отдельные названия этого типа уходят цепочкой на юг и юго-восток вплоть до Северо-Восточной Тувы. Пумпокольский язык наиболее близок аринскому языку.

## Язык или диалект
По мнению О. Тайёра, его следует рассматривать как диалект кетского языка. Этот вывод основан на анализе материалов XVIII в. с пометой «пумпокольский», но без учета того, что большая часть этих материалов, полностью идентичная соответствующим югским и кетским словам, в действительности не имеет никакого отношения к пумпокольскому языку. Дело в том, что помета «пумпокольский» носила часто не языковой, а территориальный характер, то есть указывала на то, что соответствующее слово было записано в пумпокольской («остяцкой») волости, а в этой волости (в верховье Кети) пумпоколы жили вперемешку с югами. И если сделать строгий отбор исконно пумпокольской лексики (с учетом отмеченного факта), то оказывается, что она более всего сближается с лексикой аринского, но не югского или кетского языков. Близость этих двух языков, которые, очевидно, образовывали арино-пумпокольскую группу в составе енисейской языковой общности, обнаруживается, например: 
- в наличии общих слов, которые отсутствуют в других енисейских языках (ср. слова для «брат», «верёвка», «голова», «дева», «камень» и др. в материалах XVIII в.);
- в фонетических особенностях, отличающих эти два языка от других енисейских языков, а именно: а) в сохранении инициальных согласных арин. k, пумп. h, например: арин. kina, пумп. hineang при асс. yna, in’e, кет. ynam, югск. yne 'два'; б) наличии синкопы, которой нет в других Е.я.: арин. t’a: ma, пумп. tam-xo, асс., кот. tegama, ке. tagym 'белый'; в) одинаковых соответствиях в вокализме: арин. atie, пумп. atodu, асс. editu, etitu, кот. editu, кет. eddi, югск. є:tedu 'живой'; арин. paj, пумп. baj, асс. pej, кот. pej, кет., югск. bej 'ветер'; арин. pieng, peng, пумп. bing, асс., кот. pang, кет., югск. ba?ng 'земля';
- в наличии смежных ареалов гидронимов в междуречье Енисея и Оби.

Конечно, различия между аринским и пумпокольским более существенны, чем различия между ассанским и коттским языками; тем не менее, у них наблюдаются специфические особенности, по которым они оба отличаются от других енисейских языков и которые позволяют выделить их в особую группу.

### Морфология

#### Общие сведения
- Пример существительного-фаунонима: фохириць — свинья[1].
- Пример герундия: ирдлег — труд[2].
- Пример прилагательного: етыкеть — здоров[3].
- Пример личного местоимения в третьем лице: буегь — они[4].

#### Числительное
1 — xúta, 2 — híneang, 3 — dónga, 4 — cía-ng, 5 — xej-lang, 6 — ággiang, 7 — ón’ang, 8 — hinbásiang, 9 — xúta-hamósa-xajáng, 10 — xajáng.